# Adolfo Zumelzú
Adolfo Zumelzú (5 de janeiro de 1902 - 29 de março de 1973) foi um futebolista argentino que foi vice-campeão, pela Argentina, da Copa do Mundo de 1930, realizada no Uruguai.

## Carreira
Adolfo Zumelzú fez parte do elenco medalha de prata, nos Jogos Olímpicos de 1928.